# Xochiotepec
Xochiotepec är en ort i Mexiko.   Den ligger i kommunen Zongolica och delstaten Veracruz, i den sydöstra delen av landet, 250 km öster om huvudstaden Mexico City. Xochiotepec ligger 797 meter över havet och antalet invånare är 460.
Terrängen runt Xochiotepec är kuperad åt nordväst, men åt sydost är den bergig. Runt Xochiotepec är det ganska tätbefolkat, med 222 invånare per kvadratkilometer. Närmaste större samhälle är Zongolica, 8,5 km väster om Xochiotepec. I omgivningarna runt Xochiotepec växer i huvudsak städsegrön lövskog.